# Yeni Malatyaspor
Yeni Malatyaspor, známý také jako BtcTurk Yeni Malatyaspor, je profesionální fotbalový klub z tureckého města Malatya. Od roku 2017 působí v Süper Lig, turecké nejvyšší lize.

## Umístění v jednotlivých sezonách
- 1986–1998: Amatérské ligy
- 1998–1999: TFF 2. Lig (III)
- 1999–2000: TFF 1. Lig (II)
- 2000–2001: TFF 2. Lig (III)
- 2001–2007: Amatérské ligy
- 2007–2008: TFF 3. Lig (IV)
- 2008–2009: TFF 2. Lig (III)
- 2009–2010: TFF 3. Lig (IV)
- 2010–2015: TFF 2. Lig (III)
- 2015–2017: TFF 1. Lig (II)
- 2017–2022: Süper Lig (I)
- od 2022: TFF 1. Lig (II)

## Evropské poháry
| Sezona  | Pohár         | Kolo        | Soupeř             | Doma | Venku | Celkem |
| ------- | ------------- | ----------- | ------------------ | ---- | ----- | ------ |
| 2019/20 | Evropská liga | 2. předkolo | NK Olimpija Lublaň | 2:2  | 1:0   | 3:2    |
| 2019/20 | Evropská liga | 3. předkolo | FK Partizan        | 1:0  | 1:3   | 2:3    |